# ای. ام. ایکین جونیور
الکساندر مک ایکین جونیور (.Alexander Mack Aikin Jr) (زادهٔ ۹ اکتبر ۱۹۰۵ – درگذشتهٔ ۲۴ اکتبر ۱۹۸۱)، سیاستمدار دموکرات آمریکایی بود که در مجلس نمایندگان و مجلس سنای تگزاس خدمت کرد. او در سال ۱۹۳۲، عضو مجلس نمایندگان شد و پس از دو دوره خدمت، در سال ۱۹۳۷ به عضویت مجلس سنا درآمد. در کل، او به مدت ۴۶ سال در دو مجلس قانونگذاری تگزاس خدمت و تا زمان بازنشستگیش در ژانویه ۱۹۷۹، طولانی‌ترین دورهٔ تصدی در تاریخ مجلس تگزاس را از آن خود کرد.
ایکین حامی سرسخت آموزش بود و به او لقب افتخاری «پدر آموزش مدرن تگزاس» داده شد. او از سال ۱۹۳۷ تا ۱۹۷۹ در کمیتهٔ مالی سنا خدمت کرد و همچنین از سال ۱۹۶۷ تا ۱۹۷۹، رئیس این کمیته بود. در سال ۱۹۴۳، ایکین به عنوان رئیس موقت سنا (president pro tempore) و همچنین در غیاب فرماندار، کوک آر استیونسون و معاونش، برای ۱۴ روز به عنوان فرماندار موقت خدمت کرد. آرشیو ایالتی الکساندر مک و ولما ایکین و سمپوزیوم ایکین در کالج پریس و همچنین دو کرسی در دانشگاه تگزاس در آستین به افتخار او نامگذاری شده‌اند.

## اوایل زندگی
الکساندر مک ایکین جونیور در ۹ اکتبر ۱۹۰۵ در بیشهٔ ایکین، شهرستان رد ریور، ایالت تگزاس چشم به جهان گشود. خانواده‌اش در سال ۱۹۰۷ به شهرستان لامار نقل‌مکان کردند و ایکین در دبستانی در میلتون و دبیرستانی در دیپورت تحصیل کرد. او سپس به کالج پریس در شهر پریس و بعد دانشگاه کامبرلند در لبنن، تنسی رفت و در سال ۱۹۳۲، با مدرک کارشناسی حقوق از آنجا فارغ‌التحصیل شد.

## حرفهٔ سیاسی
ایکین عضو حزب دموکرات بود و حرفهٔ سیاسی خود را از سال ۱۹۳۲ با عضویت در مجلس نمایندگان تگزاس آغاز کرد. در سال ۱۹۳۷، او پس از دو دوره خدمت در مجلس نمایندگان، به عضویت مجلس سنای تگزاس درآمد. از سال ۱۹۴۸ به بعد، ایکین در تمام انتخابات خود، بدون رقیب بود. در کل، او به مدت ۴۶ سال در دو مجلس قانونگذاری تگزاس خدمت و تا زمان بازنشستگیش در ژانویه ۱۹۷۹، طولانی‌ترین دورهٔ تصدی در تاریخ مجلس تگزاس را از آن خود کرد. او در طی دوران فعالیت سیاسی خود، تنها دو روز و نیم از مجلس در حال فعالیت را از دست داد.
ایکین حامی سرسخت آموزش بود. به گفتهٔ دیزی هارویل «او از هر لایحهٔ آموزشی مهمی که توسط مجلس تصویب شد، حمایت کرد» و همچنین به او لقب افتخاری «پدر آموزش مدرن تگزاس» داده شد. از مهم‌ترین دستاوردهای قانونگذاری ایکین می‌توان به موارد زیر اشاره کرد: حمایتش از لایحهٔ سال ۱۹۳۳ برای ایجاد سیستم بازنشستگی معلمان که در سال ۱۹۳۷ به متمم قانون اساسی تبدیل شد؛ حمایت او از قوانین گیلمر-ایکین در سال ۱۹۴۹ (با نماینده کلود گیلمر از راک‌اسپرینگز) که سیستم آموزشی ایالتی و متمرکزی را به همراه برنامه‌ای از کمترین میزان هزینه‌های مدرسه ایجاد کرد که تأمین بودجهٔ مدارس دولتی و حداقل حقوق معلمان را از سوی دولت، تضمین می‌کرد؛ و حمایت او از اصلاحیهٔ سال ۱۹۵۶ برای تعیین ۱۰۰ دلار در ماه به عنوان حداقل پرداخت بازنشستگی برای معلمان به منظور جذب استعدادهای برتر در این حرفه. ایکین همچنین حامی ساخت شاهراه‌های ایالتی بود، زیرا باعث دسترسی بهتر به مدارس و همچنین بیمارستان ام دی اندرسون که مرکز اصلی درمان سرطان در تگزاس است، می‌شدند.
ایکین از زمان عضویت در مجلس سنای تگزاس در سال ۱۹۳۷ تا زمان بازنشستگیش در سال ۱۹۷۹، در کمیتهٔ مالی سنا که مسئول رسیدگی به بودجهٔ ایالتی و لوایح مالیاتی است، خدمت کرد. او همچنین از سال ۱۹۶۷ تا ۱۹۷۹ رئیس این کمیته بود. در سال ۱۹۴۳، ایکین به عنوان رئیس موقت سنا و همچنین در غیاب فرماندار، کوک آر استیونسون و معاونش، برای ۱۴ روز به عنوان فرماندار موقت خدمت کرد. او در طی دوران تصدی کوتاه مدت خود به عنوان فرماندار موقت، به دلیل شورش نژادی در بومونت، برای مدت کوتاهی حکومت نظامی اعلام کرد؛ او این اقدام را به درخواست مقامات محلی و با تأیید فرماندار استیونسون انجام داد. ایکین در سال ۱۹۶۳ رئیس مجلس سنا و پس از بازنشستگی در سال ۱۹۷۹، با حفظ عنوان، رئیس بازنشسته شد.

## زندگی شخصی
ایکین به جز حرفهٔ سیاسی، به عنوان شریک ارشد در شرکت حقوقی ایکین و تاونسند و همچنین فروشگاه لباس مردانهٔ ایکین واقع در شهر پریس فعالیت داشت. در سال ۱۹۲۹، او با ولما مورفیو، حامی زیباسازی فضای سبز و رئیس آتی کالج پریس ازدواج کرد و صاحب یک پسر شدند. ایکین در ۲۴ اکتبر ۱۹۸۱ در ۷۶ سالگی در بیمارستان سنت جوزف در شهر پریس درگذشت؛ او از ۶ سپتامبر در بیمارستان بستری شده بود. در ۲۶ اکتبر، مراسم خاکسپاریش در اولین کلیسای متحد متدیست در شهر پریس برگزار شد، و سناتور ایالات متحده جک انگلیش هایتاور از ورنون و سناتور سابق آرون رابرت «بیب» شورتز از گالوستون در مراسم او سخنرانی کردند. همچنین در ۲۹ اکتبر، مراسمی کوتاه برای بزرگداشت او در مجلس سنای تگزاس برگزار شد و معاون فرماندار ویلیام پی هابی جونیور و سناتور ایالتی شورتز در آنجا سخنرانی کردند.

## میراث
در سال ۱۹۷۳، بیانیه‌ای با عنوان «روز الکساندر مک ایکین» منتشر شد که در طی آن پرترهٔ ایکین در مجلس سنای تگزاس آویزان شد، «افتخاری بی‌نظیر برای قانونگذاری که همچنان در حال خدمت بود».
به احترام ایکین در سال ۱۹۷۸، آرشیو ایالتی الکساندر مک و ولما ایکین در مرکز آموزشی مایک روداسیل در کالج پریس تأسیس شد. این آرشیو منبعی از مقالات شخصی اوست. به علاوه، این آرشیو شامل نمایشگاه و برگردانی از دفتر کار ایکین در سنای تگزاس و اتاق مطالعه‌ای برای محققان است. افزون بر این، این آرشیو حاوی مجموعه‌های تاریخی محلی و منطقه‌ای، از جمله دست‌نوشته‌ها، نقشه‌ها، روزنامه‌ها، عکس‌ها، و دیگر اسناد است و به دلیل وضعیت آن به عنوان گنجینهٔ منطقه‌ای در کمیسیون آرشیو و کتابخانهٔ ایالت تگزاس، سوابق دولت محلی از شهرستان‌های دلتا، فانین، لامار، و رد ریور را نیز شامل می‌شود.
در سال ۱۹۷۹، سمپوزیوم ایکین در کالج پریس به صورت سمیناری دو روزه برای دانش‌آموزان دبیرستانی با موضوع «مسئولیت مالی در دولت» برپا شد.
از سوی دیگر، کرسی جانشینی ایکین در کالج منطقه‌ای و شهری و کرسی جانشینی ایکین در رهبری آموزش در سال ۱۹۸۵ در دانشگاه تگزاس در آستین ایجاد شدند. کل وقف این دو کرسی، یک میلیون دلار بود. رئیس سابق کالج پریس، لوئیس بی ویلیامز، جمع‌آوری کمک‌های مالی برای این وقف را به عهده گرفت، و کل هدیهٔ ۵۰۰۰۰۰ دلاری برای ایجاد کرسی‌های یادبود با بودجهٔ صندوق دائمی دانشگاه تطبیق داده شد.